# Nerpa
O nerpa (Pusa sibirica), também chamado de foca-de-baical e foca-da-sibéria, é uma espécie de foca muito rara. Em parte, por ser a única a habitar exclusivamente em água doce.
O nome nerpa vem do idioma russo, sendo os outros dois nomes populares comumente atribuídos a esse animal são referências à Sibéria e ao Lago Baical, situado nesta mesma região nórdica, o maior lago de água doce do mundo (em volume). Esta foca também pode ser encontrada nos vários rios que desaguam no lago Baikal.
O nerpa é uma das menores espécies de focas do mundo, pesando em média setenta quilos (no entanto, pode chegar a alcançar quase o dobro deste peso). Não exibe dimorfismo sexual pronunciado, sendo que os machos são só um pouco maiores que as fêmeas. As fêmeas geralmente dão cria a um filhote, ou, algumas vezes, mais raramente, a dois. A amamentação dos filhotes dura mais ou menos o dobro de tempo do que as espécies de focas marítimas.
Estima-se que a população desta espécie de foca não passe da casa dos sessenta mil. Apesar de proibida a sua caça, a perigosa superfície gelada do Lago Baikal durante o inverno acaba tomando a vida de vários caçadores anualmente. Os residentes das poucas comunas que se encontram nas margens do lago se permitem o abatimento de um certo número de animais anualmente para a sua alimentação.
Curiosamente não se sabe como é que este animal chegou ao seu presente hábitat devido a grande distância do mar (Baical fica perto da fronteira com a Mongólia). Mas acredita-se que o nerpa esteja presente no lago por cerca de dois milhões de anos.